# Обермархталь
Обермархталь (нем. Obermarchtal) — община в Германии, в земле Баден-Вюртемберг. 
Подчиняется административному округу Тюбинген. Входит в состав района Альб-Дунай.  Население составляет 1244 человека (на 31 декабря 2010 года). Занимает площадь 26,59 км².

## Фотографии

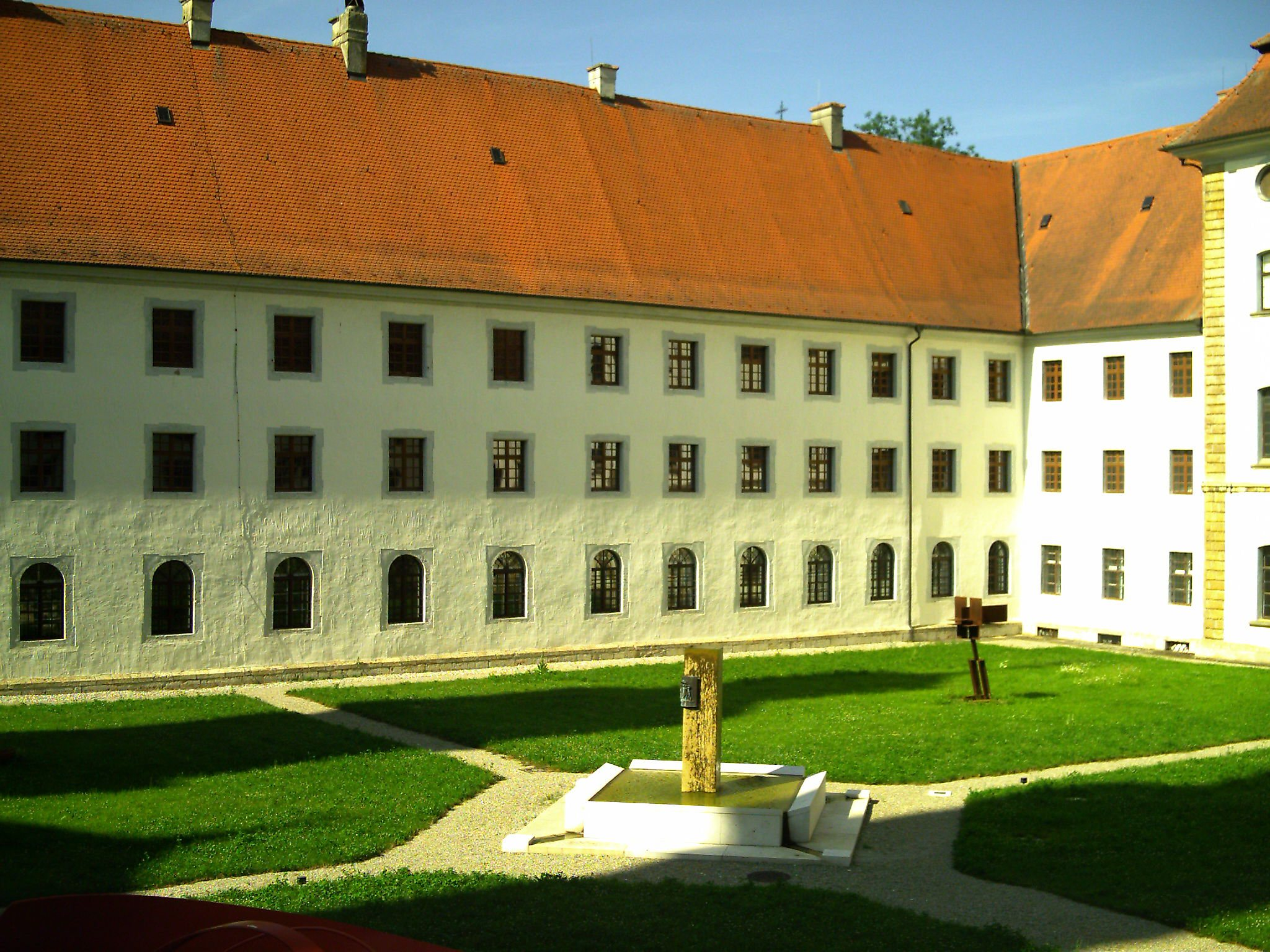
Монастырь Обермархталь
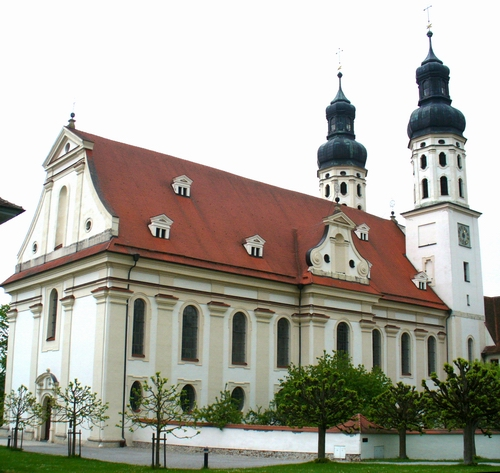
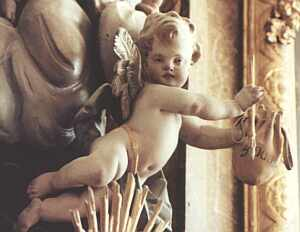
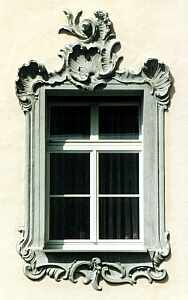
Монастырь
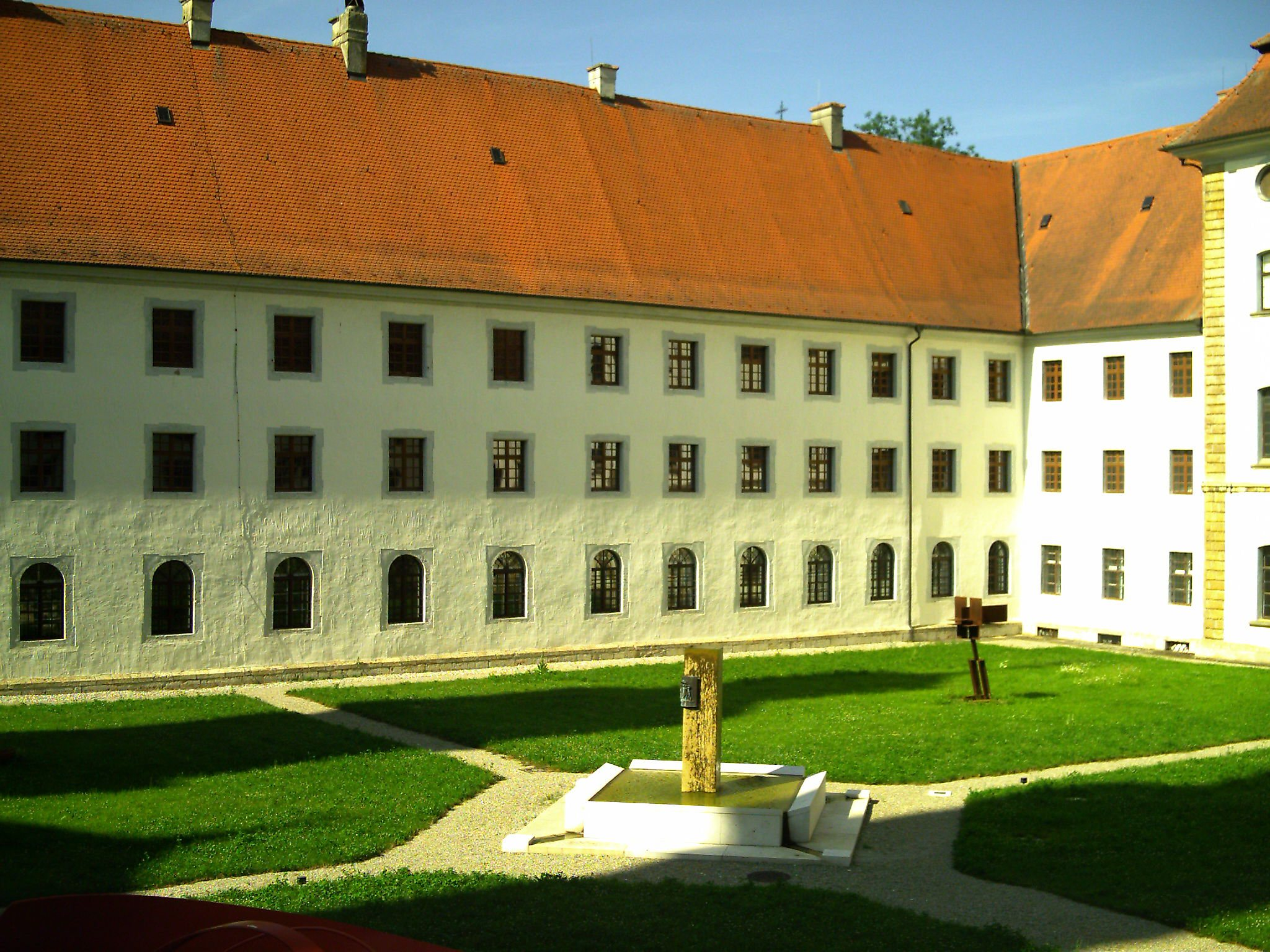
Монастырь